# Yan Cozian
Yan Cozian, né le 10 avril 1956 à Rennes, est un musicien français de culture gasconne. Musicien et professeur de cornemuse landaise, il joue aussi de la bodega, de la caremèra, des flûtes et hautbois populaires. Il est également chanteur en Gascon.

## Biographie
Yan Cozian est né en 1956 à Rennes. Il déménage à 15ans à Uchacq dans les Landes, village de sa famille maternelle. Il y découvre la chanson occitane en général, et la musique traditionnelle en particulier. Il a un «coup de foudre» avec la cornemuse landaise en l’entendant pour la première fois sur un vinyle de Perlinpinpin Folc. À 20 ans, il achète sa première cornemuse et entre ainsi en musique.
Musicien et compositeur, Yan Cozian a appartenu à plusieurs groupes : Camacruda, la Civada, Garluche, Alios, etc. Il joue actuellement au sein des groupes Dancem, PassAires et en tant que soliste. Il a participé à de nombreux festivals tels que le Festival interceltique de Lorient, le festival de Saint-Chartier.

### Le renouveau de la boha
Alors que cet instrument avait quasiment disparu dans les années 1950, Yan Cozian participe activement à la reconnaissance et au développement de la cornemuse landaise et de sa pratique.
En 1993, il participe à la fondation de l’association «Bohaires de Gasconha» dont le but est de promouvoir la boha et de rassembler les sonneurs de cornemuse landaise. Celle-ci édite une méthode d’apprentissage de la boha en 2010.
Depuis 2001, il est professeur de musique au Conservatoire des Landes. Il y enseigne la cornemuse landaise et le chant en langue gasconne. Il est également coordinateur du département Musiques et Danses Traditionnelles. Il fut concepteur, conseilleur scientifique et artistique du colloque «Cornemuse landaise» organisé par le Conseil Général des Landes en mai 2006, à Hastingues.
Il regroupe les travaux de recherche et de collectage au travers de l'écriture d'un recueil de chants et airs traditionnels gascons collectés dans les Landes, de 1960 à nos jours. En 2013, il réalise un documentaire présentant, à partir de témoignages et de musiques, l’histoire de la boha et de sa pratique sur son territoire historique.
En 2014, il a écrit une méthode d’apprentissage audiovisuelle et écrite de la boha, édition en français et en anglais.
Yan Cozian réalise également un travail de facture d’instrument en tant que créateur associé, avec Jean-Paul et Ghislaine Saintorens, de l’association «Cozian Saintorens Création» qui développe et fabrique des cornemuses landaises et caremèras.

## Discographie
- 2002 : Piu Piu
- 2002 : A pechanquet
- 2003 : Hardits
- 2003 : A l’entorn de ma maison
- 2003 : Cants deu sud
- 2004 : Anthologie de la bodega
- 2006 : Boha (Cinq Planètes)[5]
- 2008 : Cornemuses... landaise (compilation)
- 2011 : De la memoria a la creacion

## Publications
- Dardey, Gilles, Cozian, Yan. Autour d'une cornemuse landaise. Dax : Société de Borda, 2006. 34p.
- « Bohaires de Gasconha. Méthode de cornemuse : La Boha. Découvrir apprendre entretenir. » Billère (64) : Bohaires de Gasconha, 2010. 137 p.
- « Paraulas e Musicas ». Les ateliers des Brisants, 2010.
- « Boha ! Au cœur des Landes », DVD, Soustons : En companhia, 2013.
- Cozian, Yan. Méthode d'apprentissage et partitions pour boha, cornemuse landaise. Soustons : En companhia, 2014.